# Kulturno-umjetničko društvo "Jedinstvo" Split
Kulturno-umjetničko društvo "Jedinstvo" (skraćeno KUD "Jedinstvo") iz Splita, utemeljeno 1919. godine, najtrofejniji je hrvatski folklorni ansambl i jedno od najstarijih kulturno – umjetničkih društava u Republici Hrvatskoj. Danas KUD broji 400-njak članova organiziranih u folklorni ansambl, tamburaški orkestar, školu folklora, školu mandoline, gitare i tambure te klub veterana.

## Povijest

### 1919.
Nakon završetka Prvog svjetskog rata je osnovan prvi splitski mješoviti zbor, preteća svih nadolazećih generacija Jedinstva. Nedugo nakon toga osniva se i prvi tamburaško-mandolinski orkestar.

### 1950-te
U razdoblju nakon završetka 2.svj.rata obnavljaju se nekadašnja pjevačka društva, orkestri, a 1946. započinje s radom i folklorna sekcija KUD-a Jedinstvo. U tim vremenima u društvu djeluju pored folklorne, još i dramska sekcija,baletna sekcija, zbor i limena glazba.

### 1960-te
Jedinstvo putuje na turneje i nastupe u Engleskoj, Italiji, Bugarskoj i Belgiji, krstarenje Mediteranom, posjet Egiptu te prva natjecanja. Prva međunarodna nagrada stiže iz Francuske, osvajanjem 3. mjesta na Olimpijadi folklora u Dijonu 1964.godine. Vrhunac i te generacije plesača, plesačica i svirača, bio je nastup 1965-te na velikom međunarodnom festivalu folklora u Velikoj Britaniji, točnije Walesu, u gradu Llangollenu.
S koreografijama Vrličkog kola i dubrovačke poskočice Linđo osvojeno je 1. mjesto, u velikoj konkurenciji brojnih zemalja. Ogroman uspjeh KUD-a Jedinstvo odjeknulo je među ljubiteljima folklora, naročito u Velikoj Britaniji, gdje Jedinstvo sljedeće godine kao pobjednik Llangollena dobiva poziv za nastupe u poznatom Royal Albert Hallu u Londonu, i to 6 dana zaredom, a nakon toga snima samostalnu emisiju u Cardiffu (Wales) za tamošnju televizijsku kuću TWW. Novi uspjeh stiže 1968. godine kada se osvaja 1. mjesto na međunarodnom folklornom natjecanju u Salernu (Italija).
Kroz društvo su djelovale i muške i ženske klape. Neke od njih poput Kantadura postale su poznate, a iz nekih nastaju i legendarne klape kao što je kultna Lučica. Malo je poznato da je na prvom izdanju legendarnog Festivala dalmatinskih klapa u Omišu 1967. nastupila i muška klapa Jedinstvo koju je vodio doajen klapskog izričaja Ljubo Stipišić Delmata, te odmah osvojila brončano odličje. Već naredne godine klapa Jedinstvo osvaja 2. mjesto, a vrhunac postiže 1969. osvajanjem 1. nagrade na Omiškom festivalu. 

### 1970-te
To desetljeće nosi procvat turizma na Jadranu, tako i nastupa na terasama hotela i trgova u Tučepima, Trogiru, Makarskoj, Bolu, Podgori, naravno i Splitu, te Brelima, doprinijeli su daljnjoj promociji Jedinstva. 1970-te godine osvojeno je 1. mjesto na festivalu folklora u Middlesbroughu, V.Britanija, a odmah zatim i 2. mjesto na Olimpijadi folklora u Dijonu 1971.godine. Osvajanjem 1. mjesta na Concorso folkloristico Internazionale Castello di Gorizia, nastavlja se zlatni niz, sada u izvedbi nove generacije Jedinstva.
Mnogobrojna događanja kao što su gostovanja u Belgiji, Italiji, Njemačkoj, Bugarskoj, snimanja dokumentarnih reportaža, kalendara, kao i uvođenje novih koreografija na repertoar Jedinstva obilježila su ovo desetljeće, dok je sve kulminiralo nastupom na svečanostima 8. Mediteranskih igara u Splitu 1979.godine i nastupom pred 50.000 gledatelja na stadionu “Poljud”.

### 1980-te
1982. godine KUD Jedinstvo odlazi na 45-dnevnu turneju u SAD i Meksiko gdje nastupa na pozornicama Chicaga, Knoxvillea, Phoenixa, Denvera, Dallasa, Santa Fea, San Francisca, Los Angelesa itd.
Vrhunac turizma u Hrvatskoj donosi nebrojeno mnogo nastupa tijekom sezone, da se nastupa I po 12 dana zaredom ili čak dva puta dnevno. Padaju i rekordi u broju nastupa pojedinih plesača na koncertima, nižu se po nekoliko turneja godišnje. Mandolinsko-vokalna grupa dobiva 1986. godine poziv naših iseljenika za posjet Australiji, te odlazi u Sydney i Melbourne na trotjednu turneju (Australija, četvrti kontinent),. Ansambl odlazi na gostovanja i natjecanja u Grčku, Italiju, Austriju. Osvojeno je 3. mjesto na Festivalu Concorso Internazionale folkloristico Castello di Gorizia 1987., prigodno nazvano Coppa dei Campioni, koji je okupio 20 dotadašnjih pobjednika tog natjecanja. 
1989. godine Jedinstvo putuje u Tursku, Bursa (Azija, peti kontinent), te Zlatni Karagoz kao nagrada za osvojeno 1. mjesto.
Mjes Na „Olimpijadi folklora“ 1989. godine, folklorni ansambl je osvojio Grand Prix publike, te tako i službeno ušao u krug elitnih svjetskih folklornih društava. Nakon osvajanja 3. mjesta u konkurenciji stiliziranog folklora, završni dan je donio natjecanje svih 48 ansambala – sudionika Festivala i osvojen je trofej koji predstavlja najveći uspjeh u povijesti Jedinstva.
Tih godina u društvu djeluje i najbolja mješovita klapa, koja snima više nosača zvuka, kao i mješoviti pjevački zbor. Obje vokalne sekcije ostvarile su niz uspješnih nastupa i samostalnih turneja.

### 1990-te
Na poziv organizatora međunarodnog folklornog festivala „Seoul '90“, kao jedan od rijetkih europskih ansambala, KUD Jedinstvo zastupa Europu u Aziji – Južnoj Koreji. Za vrijeme turneje nastupa s još devet svjetskih ansambala u Seoulu, Busanu i Daeguu.
Nedugo zatim, Domovinski rat odveo je brojne članove Jedinstva dragovoljno u redove snaga za obranu Hrvatske. Time se ne prekida rad društva, nego s još većim motivom pristupa se probama, ponekad i u teškim uvjetima, ali ide se dalje.Brojni humanitarni koncerti i promicanje istine o ratu u Hrvatskoj obilježili su početak desetljeća. U Velikoj Britaniji 1992. godine u Llangollenu, u teškim vremenima za Republiku Hrvatsku, s ponosom je zavijorena hrvatska zastava na pobjedničkom postolju – 1. mjesto s 96 bodova (od 100) i veličanstveni doček u Splitu nakon 3 dana puta. Prvi je to put da je jedan hrvatski KUD na međunarodnom natjecanju zavijorio hrvatski stijeg pobjednika. Festival održava pod visokim pokroviteljstvom kraljice Ujedinjenog Kraljevstva, a Njeno Veličanstvo Elizabeta II., te 1992. godine je nazočila zatvaranju ove velike manifestacije.
Godine 1991. osnovana je Škola folklora, gitare i mandoline. Kao logična posljedica neprestanog stvaranja novih plesačica i plesača, 1999. godine stvoren je i Dječji folklorni ansambl sastavljen od završenih polaznika Škole folklore.
U međuvremenu tijekom ove dekade povijesti Jedinstva osvajaju se brojne nagrade na međunarodnoj sceni: ponovno Middlesbrough (7 odličja, četiri 1. mjesta), pa Južna Afrika – Johannesburg 1. mjesto, Zakopane – Poljska, Zakopane 2. mjesto...
U društvu po prvi put djeluje i Djevojački zbor, koji 90-ih osvaja niz nagrada na domaćim i međunarodnim festivalima (Varaždin, Split, Vatikan).
Mandolinski orkestar se sastoji od vrhunskih glazbenika, solista-virtuoza i maestra koji održavaju koncerte, od kojih treba izdvojiti koncert u blokiranom gradu Dubrovniku, te brojne osvojene nagrade i nastupe u Hrvatskoj i inozemstvu.
U zadnjem desetljeću prošlog stoljeća društvo još gostuje u Danskoj, Nizozemskoj, Engleskoj, Belgiji, Češkoj, Italiji, Španjolskoj te Južnoj Africi. Jedinstvo je predstavljalo Hrvatsku na prvoj CIOFF-ovoj World Folkloriadi održanoj u nizozemskom Brunssumu 1996.

### 2000-te
Početkom 2000-ih, u društvu djeluje i ženska klapa, koja unatoč tome što je ostala na okupu samo nekoliko godina, svoj talenat uspijeva potvrditi osvajanjem nagrade stručnog žirija na Festivalu dalmatinskih klapa – Omiš 2002.
Društvo odlazi na natjecanja i gostovanja u Španjolsku (Cantonigros 3. mjesto) a zatim i Austriju i Italiju. 2004. godine Jedinstvo je u Split donijelo nagradu za 1. mjesto s međunarodnog festivala "Music World" u talijanskom Fivizzanu, a u idućoj godini predstavljalo je Hrvatsku na "Europäische Jugendwochen" u Burg Ludwigsteinu u Njemačkoj, na „Méditerranée En Fête" u francuskom Vierzonu, na prezentaciji grada Splita u Anconi i na Festivalu folklora "Turgutreis" (Bodrum) u Turskoj.
2004. godine društvo dobiva povelju Republike Hrvatske od tadašnjeg Predsjednika Republike Hrvatske Sjepana Mesića, te nagrade grada Splita i Splitsko-dalmatinske županije.
U 2006. godini KUD predstavlja Hrvatsku na Svjetskom sajmu turizma u njemačkom gradu Dresdenu gdje održavaju devet koncerata, zatim na festivalima u Petini (Italija) i St. Gironsu (Francuska), a u Hrvatskoj se izdvaja koncert na godišnjem susretu njemačke Udruge autobusera – RDA u Zadru, koncert za članove francuske međunarodne korporacije Vinci Grupa na Prokurativama, koncert na jedrenjaku-cruiseru Club Med2 i stalni tjedni nastupi za goste Bluesun grupacije u hotelima Maestral i Alga u Brelima i Tučepima.
S pojačanjem mlađih generacija, ansamblu godine koje slijede donose turneje u Nizozemsku, Njemačku, Italiju, Francusku i Tursku što sve služi kao uvertira iznimno uspješnoj 2009. godini.U godini proslave 90-te obljetnice društva, kao jedan od bivših pobjednika, Jedinstvo je pozvano u Dijon na „Fetes de la vigne- Olimpijade folklora, u prethodnih dvadeset godina te ova generacije stiže u formi srebrne medalje u kategoriji izvornog folklora osvojene u žestokoj konkurenciji 15 vrhunskih folklornih društava iz cijelog svijeta. Po povratku u Split ansamblu je pripremljen spektakularni doček, a uspješna 2009. okrunjena je nagradama grada Splita i Splitsko-dalmatinske županije. Iste godine Mandolinski orkestar ponavlja 2008., i ponovno uzima 1. mjesto u Imotskom, na međunarodnom Festivalu Mandolina Imota.
Povodom 90 godina KUD-a, u prosincu je održan dvosatni gala koncert pred preko 4000 gledatelja u Spaladium Areni. Uz sudjelovanje više od 200 izvođača svih generacija KUD-a, koncert je kamerama HRT-a zabilježen na službenom DVD-u Jedinstva, a tom prigodom premijerno je izvedena i obnovljena koreografija – "Prigorski plesovi".

## Sekcije

### Folklorni ansambl
- A Ansambl
- Pripremna grupa
- Škola folklora ''Branko Šegović''

### Glazbene sekcije (instrumentalne sekcije)
- A Orkestar
- Pripremni orkestar
- Škola mandoline, gitare i tambure

### Veteranske sekcije
- Veteranski plesni ansambl
- Veteranski mješoviti zbor
- Djevojački zbor
- Veteranski mandolinski orkestar

## Koreografije
- Stari splitski plesovi (koreograf Branko Šegović, aranžer Marinko Katunarić)
- Plesovi Hrvata Bunjevaca (koreograf Dobrivoje Putnik, aranžer Gabriel Beronja)
- Završno kolo iz opere "Ero s onoga svijeta" (Jakov Gotovac, koreograf Oskar Harmoš)
- Plesovi Hrvata iz mađarske Podravine (koreograf Szávai József, aranžer Antuš Vizin)
- Vrličko kolo (koreograf Branko Šegović)
- Prigorski plesovi (koreograf Zvonimir Ljevaković, aranžer Branko Ivanković)
- Hercegovačka poskočica (Linđo) (koreograf Vido Bagur)
- Međimurski plesovi (koreografi Zvonimir Jurun, Mario Bešlija, aranžer Gabriel Beronja)
- Forski tonci (koreografkinja Marijana Kolumbić, aranžer Zvonimir Slaviček)
- Ličko kolo i tanac (koreografi Zvonimir Jurun, Natali Ban, aranžer Gabriel Beronja)

## Nagrade i priznanja

### Grand Prix
- Grand Prix - Festival international de folklore "Fêtes de la Vigne", 1989., Dijon, Francuska

### 1. Mjesto
- 1. Mjesto – International musical Eisteddfod, 1965., Llangollen, Wales, Ujedinjeno Kraljestvo
- 1. Mjesto – Concorso folkloristico (Concorso folkloristico internazionale), Provincia di Salerno, 1968., Salerno, Italija
- 1. Mjesto – Festival dalmatinskih klapa (1. NAGRADA PUBLIKE – ZLATNA PLAKETA), 1969., Omiš, Hrvatska
- 1. Mjesto – Festival dalmatinskih klapa (1. NAGRADA STRUČNOG ŽIRIJA – ZLATNI ŠTIT S GRBOM GRADA OMIŠA), 1969., Omiš, Hrvatska
- 1. Mjesto – Tees-Side International Eisteddfod (Large folk dance competition), 1970., Middlesbrough, Ujedinjeno Kraljestvo
- 1. Mjesto – Concorso folkloristico internazionale "Castello di Gorizia" (Folklore riprodotto), 1976., Gorizia, Italija
- 1. Mjesto – Folk Dancing Competition "Golden Karagöz", 1989., Bursa, Turska
- 1. Mjesto – International musical Eisteddfod (Folk dance group competition), 1992., Llangollen, Wales, Ujedinjeno Kraljestvo
- 1. Mjesto – Tees-Side International Eisteddfod (Folk dance group competition), 1995., Llangollen, Wales, Ujedinjeno Kraljestvo
- 1. Mjesto – Tees-Side International Eisteddfod (Small folk dance men), 1995., Llangollen, Wales, Ujedinjeno Kraljestvo
- 1. Mjesto – Tees-Side International Eisteddfod (Small folk dance women), 1995., Llangollen, Wales, Ujedinjeno Kraljestvo
- 1. Mjesto – Tees-Side International Eisteddfod (Folk instrumental solo / Pobjednik: Vladimir Zrnić), 1995., Llangollen, Wales, Ujedinjeno Kraljestvo
- 1. Mjesto – International Eisteddfod of South Africa, 1995., Johannesburg, Južnoafrička Republika
- 1. Mjesto – Međunarodno natjecanje zborova (Festival corale internazionale), 1996., Vatikan
- 1. Mjesto – Državno natjecanje zborova Hrvatske (Djevojački zbor Jedinstva), 1998., Varaždin, Hrvatska
- 1. Mjesto – Dani duhovne glazbe "Cro Patria" (1. nagrada žirija), 1998., Split, Hrvatska
- 1. Mjesto – Dani duhovne glazbe "Cro Patria" (1. nagrada publike za izvedbu), 1998., Split, Hrvatska
- 1. Mjesto – Državno natjecanje zborova Hrvatske (Djevojački zbor Jedinstva), 2000., Varaždin, Hrvatska
- 1. Mjesto – Festival dalmatinskih klapa (1. nagrada stručnog povjerenstva), 2002., Omiš, Hrvatska
- 1. Mjesto – Festival internazionale "Music World", 2004., Fivizzano, Italija
- 1. Mjesto – Međunarodni festival "Mandolina Imota", 2008., Imotski, Hrvatska
- 1. Mjesto – Međunarodni festival "Mandolina Imota", 2009., Imotski, Hrvatska
- 1. Mjesto – 11.Festival dječjeg folklora Hrvatske, 2013., Kutina, Hrvatska

### 2. Mjesto
- 2. Mjesto – Festival dalmatinskih klapa (2. Nagrada stručnog žirija), Omiš, Hrvatska
- 2. Mjesto – Festival international de folklore "Fêtes de la Vigne" (Folklore Classique), 1971., Dijon, Francuska
- 2. Mjesto – Festival folkloristico, 1971., Cosenza, Italija
- 2. Mjesto – Tees-Side International Eisteddfod (Instrumental folk music ensembles), 1995., Middlesbrough, Ujedinjeno Kraljevstvo
- 2. Mjesto – Tees-Side International Eisteddfod (Small folk dance mixed), 1995., Middlesbrough, Ujedinjeno Kraljevstvo
- 2. Mjesto – International Eisteddfod of South Africa, 1995., Johannesburg, Južnoafrička Republika
- 2. Mjesto – Dani duhovne glazbe "Cro Patria", 1995., Split, Hrvatska
- 2. Mjesto – Državno natjecanje zborova Hrvatske (Djevojački zbor Jedinstva), 1997. Varaždin, Hrvatska
- 2. Mjesto – Međunarodno natjecanje zborova (Djevojački zbor Jedinstva), 1998., Vatikan
- 2. Mjesto – Międzynarodowy Festiwal Folkloru Ziem Górskich (Miedzynarodowy festiwal folkloru), 1999., Zakopane, Poljska
- 2. Mjesto – Festival international de folklore "Fêtes de la Vigne", 2009., Dijon, Francuska
- 2. Mjesto – Međunarodni festival "Mandolina Imota", 2014., Imotski, Hrvatska

### 3. Mjesto
- 3. Mjesto – Festival international de folklore "Fêtes de la Vigne", 1964., Dijon, Francuska
- 3. Mjesto – Festival dalmatinskih klapa (3. Nagrada stručnog žirija), 1967., Omiš, Hrvatska
- 3. Mjesto – Concorso folkloristico internazionale "Castello di Gorizia" (Concorso dei campioni), 1987., Gorizia, Italija
- 3. Mjesto – Festival international de folklore "Fêtes de la Vigne", 1989., Dijon, Francuska
- 3. Mjesto – International musical Eisteddfod (Instrumental folk solo/group), 1992., Llangollen, Wales, Ujedinjeno Kraljevstvo
- 3. Mjesto – Tees-Side International Eisteddfod (Choreographed dance), 1995., Middlesbrough, Ujedinjeno Kraljevstvo
- 3. Mjesto – International Eisteddfod of South Africa, 1995., Johannesburg, Južnoafrička Republika
- 3. Mjesto – Međunarodno natjecanje zborova (Djevojački zbor Jedinstva), 1996., Vatikan
- 3. Mjesto – Dani duhovne glazbe "Cro Patria" (Djevojački zbor Jedinstva), 1996., Split, Hrvatska
- 3. Mjesto – Festival Internacional de Música de Cantonigròs (Competició international de grups de danses), 2003., Cantonigros, Španjolska

### Priznanja i povelje
- Nagrada grada Splita, 1969., Split, Hrvatska
- Grb grada Splita, 1975., Split, Hrvatska
- Grb grada Splita, 1992., Split, Hrvatska
- Grb grada Splita, 1994., Split, Hrvatska
- Nagrada grada Splita, 1995., Split, Hrvatska
- Plaketa grada Dovera, 1995., Ujedinjeno Kraljestvo
- First CIOFF World Folkloriada, 1996., Brunssum, Nizozemska
- Nagrada grada Splita, 1999., Split, Hrvatska
- Povelja Republike Hrvatske, 2000., Zagreb, Hrvatska
- Ključ grada Ismailie, 2000., Ismailia, Egipat
- Nagrada grada Splita, 2004., Split, Hrvatska
- Nagrada Splitsko-dalmatinske županije, 2004., Split, Hrvatska
- Nagrada grada Splita, 2008., Split, Hrvatska
- Grb grada Splita, 2009., Split, Hrvatska
- Nagrada Splitsko-dalmatinske županije, 2019., Split, Hrvatska
- Povelja Hrvatskog sabora kulture, 2019., Split, Hrvatska
- Plaketa/grb grada Splita, 2019., Split, Hrvatska
- Nagrada grada Splita, 2019., Split, Hrvatska

## Poznate osobe
- Josip Hatze
- Boris Papandopulo
- Silvije Bombardelli
- Ana Roje
- Đeki Srbljenović
- Vinko Lesić
- Ljubo Stipišić
- Branko Šegović
- Ivica Čikeš
- Božena Svalina
- Aco Bočina
- Vladimir Beara
- Ratomir Kliškić
- Rajmir Kraljević

## Vanjske poveznice
- Web stranica: http://www.kud-jedinstvo.hr/
- Facebook: https://www.facebook.com/kudjedinstvosplit/
- Youtube: https://www.youtube.com/user/Asistencija/featured
- Instagram: https://www.instagram.com/kudjedinstvo/